# دهه ۱۹۶۰ (میلادی)

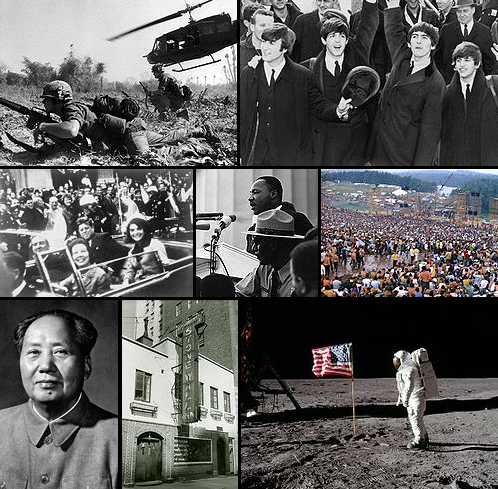

دهه ۱۹۶۰ صد و نود و هفتمین دهه در تقویم میلادی است.

## مناسبت‌ها

### رویدادها
شكل گيری جنبش اجتماعی هيپی

## نگارخانه

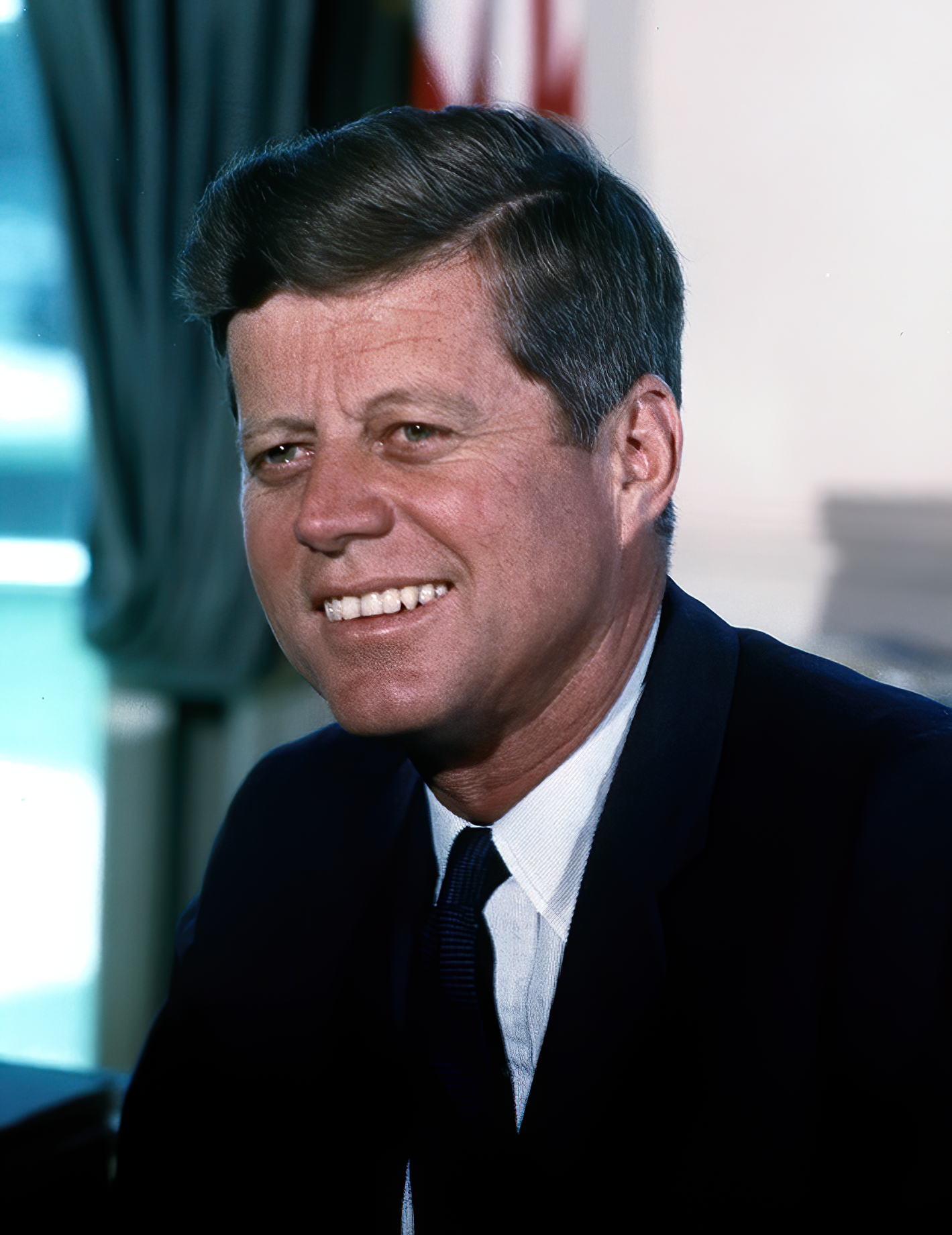
John F. Kennedy
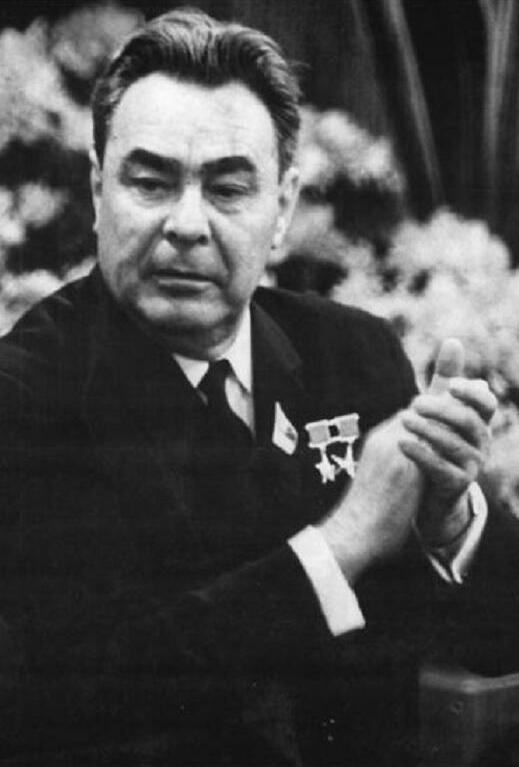
Leonid Brezhnev in 1967